# Сказка сказок
«Сказка сказок» — советский мультипликационный фильм Юрия Норштейна, снятый в 1979 году. В ленте, построенной, как запутанный лабиринт памяти, переплетены прошлое и будущее, вымысел и действительность, детские впечатления и размышления зрелого человека. По своей поэтике, а также используемым техническим приёмам «Сказка сказок» близка картинам Андрея Тарковского, графике Пабло Пикассо, японской живописи. Фильм удостоен различных кинонаград.

## Сюжет
Мультфильм представляет собой чередование картин-воспоминаний, перемещающих зрителя в разные эпохи. Главный герой ленты — серенький волчок из колыбельной песни, наблюдающий за миром с печальным пониманием. В числе персонажей — поэт, ожидающий вдохновения над листом бумаги; прачка, стирающая бельё в корыте; рыбак, торопящийся домой с уловом; мальчик, делящийся яблоком с воронами. Рядом с миром чудес, в котором зимой с деревьев опадают крупные спелые яблоки, соседствует реальная жизнь с потоком несущихся по шумным магистралям автомобилей.
Одна из сквозных тем мультфильма — воспоминание о парах, танцующих на площадке под звуки предвоенного танго «Утомлённое солнце». Всякий раз, когда старая пластинка сбивается с ритма, одна из пар распадается. Мужчины, облачённые в шинели, уходят на фронт, а к их спутницам, оставшимся ждать, летят «треугольники». Текст писем лаконичен: «Ваш муж…», «Ваш сын…» Праздничный салют, освещающий небо, возвещает о победе. Вновь звучит танго, но большинство женщин, двигающихся в такт музыке, теперь «обнимают пустоту».
В конце ленты серенький волчок похищает у поэта рукопись и, в соответствии с текстом колыбельной, тащит её «во лесок». Свиток внезапно превращается в младенца, которого запаниковавший герой торопливо укладывает в люльку. Напевая ребёнку вечную песню «Баю-баюшки-баю», волчок одновременно словно «открывает дверь в детство», в тот мир, где зимой с деревьев падают яблоки, лето ослепляет сиянием, по небу плавают рыбы, а для девочки держит скакалку наивный и простодушный бык, напоминающий героев Пикассо.

## История создания
По воспоминаниям Юрия Норштейна, работа над лентой началась в тот момент, когда он, придя к прозаику Людмиле Петрушевской, начал рассказывать ей о картинах-ассоциациях, картинах-воспоминаниях, которые уже созревали в его сознании, но ещё не сложились «в единую художественную систему». Петрушевская, незадолго до встречи с режиссёром родившая ребёнка, восприняла замысел Норштейна сквозь призму своего личного опыта. Душевное состояние соавторов было при написании сценария важнее, чем структурированные идеи, считает режиссёр. «Фильм произрастал как бы из нас самих». Петрушевской казалось, что картина должна называться «Придёт серенький волчок», однако худсовет, принимавший сценарий, обнаружил в цитате из колыбельной «какое-то зловещее предсказание». Тогда Норштейн положил в название строчку из стихотворения поэта Назыма Хикмета «Сказка сказок». Впоследствии создатель ленты уточнял, что интонационно ему слышалось другое словосочетание — «Песнь песней».
Как рассказывала Петрушевская, Норштейн приносил ей — для создания творческого настроения — томики стихов Лорки, Неруды, Хикмета, книги с графикой Пикассо. Всё это в конечном итоге повлияло на поэтику «Сказки сказок». В то же время погружённая в заботы о новорождённом писательница не могла не внести в сценарий свою личную ноту, связанную с появлением младенца. Затем настала очередь режиссёрских импровизаций. По словам Норштейна, в процессе работы он почти не обращался к сценарию:

Мне достаточно тех опорных точек, тех болевых уколов, которые мне подарил автор в своём сценарии и из которых потом будет разрастаться действие фильма. Во время съёмок достаточно возникнуть некоему жесту в буквальном смысле слова, который и в сценарии не предугадывался, и не планировался в заранее продуманной монтажной фразе, как сообразно с ним приходится её всю перестраивать. 
Когда «Сказка сказок» была готова, сценаристам предложили внести в ленту изменения и написать закадровый текст. Основная претензия от чиновников Госкино была связана с тем, что зрители могут не уловить — без дополнительных разъяснений — главный посыл мультипликационной истории. Петрушевская, понимая состояние своего соавтора, сказала, что снятый им фильм впоследствии «войдёт во все учебники кино»: «Не беспокойся и ничего не делай с ним!». Эта позиция отстранённости сыграла свою роль: через некоторое время Норштейн позвонил Петрушевской и сообщил, что ему — за другие работы — присуждена Государственная премия СССР. После этого «Сказка сказок» была разрешена к прокату.

## Своеобразие фильма

### Автобиографические мотивы
Норштейн неоднократно подчёркивал, что «Сказка сказок» — автобиографическая лента. В ней, с одной стороны, воплощён жизненный опыт художника, его собственные — порой мимолётные — впечатления о движении жизни, будь то «крыло бабочки, гусеница, ветер, лист, трепещущий на ветру, капля, которая стекает с листа». С другой стороны, режиссёр принёс в фильм весьма конкретные образы-воспоминания. Так, деревянное строение с маленьким двориком, в которых проходит часть действия, — это, по утверждению Норштейна, его «дом в детстве, в Марьиной Роще»; в ленте сохранены мельчайшие подробности послевоенного быта. Из авторских воспоминаний «выросли» и отдельные персонажи: к примеру, рыбак с уловом, прачка возле корыта и поэт, ищущий вдохновение, «имеют абсолютно реальные прототипы».

### Технические приёмы
Киноведы обращают внимание на визуальную размытость героев «Сказки сказок», а также отсутствие в фильме точных контуров между предметами. Подобный метод даёт возможность создавать слитные, неотделимые от окружающей среды образы. Используемый Норштейном приём светотени (к примеру, когда подрагивающий язычок пламени освещает своим мерцанием всех сидящих за столом) роднит его мультипликационные картины с работами Рембрандта. При этом каждый кадр фильма максимально насыщен деталями, которые приходят в движение с помощью техники «бумажных марионеток».

В отличие от рисованной анимации, техника перекладки бумажной марионетки даёт возможность художникам-мультипликаторам не рисовать каждую фазу движения персонажа; для передачи движения они могут использовать тот же самый персонаж, много раз передвигая его. Эта техника позволяет создать более сложные варианты движения, которые в принципе невозможно повторить. Норштейн пользуется этой техникой с первого фильма.
Сам Норштейн признавался, что «Сказка сказок» изменила его отношение к такому понятию, как время в кадре. В мультипликации в течение многих лет действовала установка на краткость при подаче картинки; считалось, что конкретный эпизод должен существовать на экране столько мгновений, сколько потребуется зрителю для восприятия сюжетной канвы. Такой подход во многом был обусловлен тем, что рисованная мультипликация «не выдерживает длительной статики на экране» — изображение фактически распадается на фрагменты. Работа в технике перекладки показала, что при решении некоторых художественных задач долгий кадр в анимации не менее реален, чем в игровом кино, считает режиссёр.

### Поэтика
В «Сказке сказок» исследователи обнаруживают лирическую перекличку с фильмами Андрея Тарковского. Оба режиссёра работали с подсознанием зрителя, привнося в кино «первоэлементы природной стихии» и задерживая взгляд на мерцании огня, колыхании сухого листка, движении ветра. В то же время тема падающих яблок сближает ленту Норштейна с картиной Александра Довженко «Земля». У трёх разных художников есть общая черта — насыщенность образов «ощущением вечности».
В числе живописцев, чьё влияние в той или иной степени просматривается в «Сказке сказок», — Пикассо, Рембрандт, Ван Гог, Пауль Клее. К ним примыкает и Юрий Васнецов, детские иллюстрации которого способствовали формированию у режиссёра особого восприятия мира. Норштейн говорил, что его фильм наполнен ещё и «японскими метафорами» — речь идёт о поэзии, живописи и других элементах мироощущения жителей Страны восходящего солнца.
По словам историка и теоретика искусства Михаила Ямпольского, «Сказка сказок» относится к числу наиболее сложных лент Норштейна. Режиссёр использовал в ней некоторые наработки из появившегося четырьмя годами ранее «Ёжика в тумане», увеличив при этом их «содержательную нагрузку». В произведении происходит переплетение реального и фантасмагорического, яви и видений, прошлого и настоящего, детских ассоциаций и зрелых воспоминаний. В фильме соседствуют старый московский дворик и уходящие на фронт солдаты, звуки мчащихся эшелонов и колыбельные песни. Главный герой — серенький волчок — обладает способностью перемещаться во времени и размыкать миры — поэтому он свободно переходит из деревянного домика в «пространство поэтической мечты».
К числу новаторских идей Норштейна относится изображение людей в мультипликации. До определённого момента героями мультипликации были либо звери, либо «шаржированные человечки». Создатель «Сказки сказок» сломал традицию — он взял за основу стилистику эскиза, близкую графическим работам Пикассо или чернильным рисункам Пушкина. В итоге был сформирован баланс между сказовой условностью и природной органичностью. На интонацию фильма повлияла и музыка — в «Сказке…» звучат фрагменты из произведений Иоганна Себастьяна Баха (прелюдия и фуга № 8 ми-бемоль минор из первого тома ХТК), Вольфганга Амадея Моцарта (анданте из концерта № 4 для фортепиано) и других композиторов.

## Создатели
| авторы сценария                    | Людмила Петрушевская, Юрий Норштейн |
| режиссёр и художник-мультипликатор | Юрий Норштейн                       |
| художник-постановщик               | Франческа Ярбусова                  |
| композитор                         | Михаил Меерович                     |
| оператор                           | Игорь Скидан-Босин                  |
| звукооператор                      | Борис Фильчиков                     |
| волчка озвучивает                  | Александр Калягин                   |
| монтажёр                           | Надежда Трещёва                     |
| редактор                           | Наталья Абрамова                    |
| директор картины                   | Глеб Ковров                         |

## Признание и награды
- Премия жюри Fipresci (Юрий Норштейн) на V Международном кинофестивале анимационных в Загребе, 1980[1]
- I премия (Юрий Норштейн) на Международном кинофестивале анимационных фильмов в Оттаве (Канада), 1980[1]
- Гран-при на Международном кинофестивале короткометражных и документальных фильмов в Лилле (Франция), 1980[1]
- Приз Международной федерации киноклубов в Оберхаузене (ФРГ), 1980[1]
- Первая премия на XIII Всесоюзном кинофестивале в Душанбе, 1983[10]
- Фильм признан «лучшим анимационным фильмом всех времён и народов» по результатам международного опроса, проведённого Академией киноискусства совместно с АСИФА-Голливуд, Лос-Анджелес (США), 1984[11]
- 2 место в рейтинге «150 лучших анимационных фильмов всех времён Японии и мира», Токио, 2003[11]